# Caseros (metropolitana di Buenos Aires)
Caseros è una stazione della linea H della metropolitana di Buenos Aires.
Si trova sotto l'intersezione di avenida Jujuy con avenida Caseros, nel barrio di Parque Patricios.

## Storia
La stazione fu inaugurata il 31 maggio 2007 e messa in servizio il 18 ottobre successivo con l'apertura del primo troncone della linea H compreso tra Once e Caseros. Funzionò come capolinea provvisorio sino all'apertura, quattro anni più tardi, della fermata Parque Patricios. All'interno della stazione si trovano una serie di opere realizzate da Hermenegildo Sábat dedicate ai musicisti Astor Piazzolla, Eduardo Arolas e Julio de Caro.

## Interscambi
Nelle vicinanze della stazione effettuano fermata diverse linee di autobus urbani ed interurbani.
- Fermata autobus

## Servizi
La stazione dispone di:
- Accessibilità per portatori di handicap
- Ascensori
- Scale mobili
- Biglietteria a sportello
- Biglietteria automatica